# Treffpunkt für zwei Pistolen
Treffpunkt für zwei Pistolen (Alternativtitel: Duell am Rio Bravo, Original: Invitation to a Gunfighter) ist ein US-amerikanischer Western aus dem Jahre 1964. Die Hauptrolle spielt Yul Brynner.

## Inhalt
New Mexico 1865: Matt Weaver hat im Sezessionskrieg für die Südstaaten gekämpft. Jetzt kehrt er nach Pecos zurück, um wieder als Farmer zu leben. Zu seiner Bestürzung findet er im Haus seiner Familie fremde Leute vor: Der örtliche Bankier Sam Brewster hat das Anwesen als Eigentum eines Südstaatenrebellen verkauft. Gleich darauf erwartet Weaver ein weiterer Schock: Seine Freundin Ruth ist in seiner Abwesenheit die Frau eines anderen geworden.
Als der neue Besitzer der Farm ihm nach dem Leben trachtet, tötet Weaver ihn in Notwehr. Der Bankier Brewster hetzt daraufhin die Einwohner der kleinen Stadt gegen Weaver auf und will ihn von einem Auftragsmörder beseitigen lassen. Jules Gaspard d’Estaing, ein gefürchteter Revolverheld aus New Orleans, scheint der richtige Mann dafür zu sein. Als der eigenwillige Kreole sich jedoch in die schöne Ruth verliebt, die sich immer noch zu Weaver hingezogen fühlt, nehmen die Dinge eine unerwartete Wendung.

## Kritiken
Yul Brynner und George Segal spielen die Hauptrollen in diesem packenden Western, der gleichzeitig ein „Plädoyer für bürgerliche Redlichkeit und die Überwindung rassistischer Vorurteile“ ist.
Westernkenner Joe Hembus urteilte in seinem Standard-Werk „Das Westernlexikon“ über „Treffpunkt für zwei Pistolen“: „Ein Film, der mit seinem Helden das Raffinement, die Eleganz, die Ironie und eine glatte Kälte gemein hat, die hauptsächlich dazu dient, eine gefährdete Sensibilität abzuschirmen“.